# 2017年の国際連合
2017年の国際連合（2017ねんのこくさいれんごう）では、2017年の国際連合とその関係機関に関する出来事について記述する。

## 主要幹部職
- 国際連合事務総長
  - 第9代:  アントニオ・グテーレス （2017年1月1日 - ）
- 国際連合副事務総長
  - 第5代:  アミナ・モハメド （2017年1月1日 - ）
- 国際連合総会議長
  - 第73代:  Peter Thomson （2016年9月13日 - 2017年9月12日）
  - 第74代:  ミロスラヴ・ライチャーク （2017年9月12日 - ）

## できごと

### 1月
- 1月1日 - アントニオ・グテーレスが、第9代事務総長に就任[1]。
- 1月19日 - ガンビアで大統領として長期独裁を敷いていたヤヒヤ・ジャメが、選挙で敗れたにもかかわらず辞任を拒否したため、国際連合安全保障理事会が、大統領に当選したアダマ・バロウを支持する決議を全会一致で採択[2]。

### 3月
- 3月7日 - 北朝鮮が弾道ミサイル4発を発射したことを受け、国連安全保障理事会が北朝鮮を非難する報道声明を理事国15カ国の全会一致で発表。また翌8日にも緊急会合を開き、武力挑発をやめない北朝鮮への対処を協議[3]。
- 3月10日 - 国連人道問題調整事務所のオブライエン所長は、南スーダン、ナイジェリア、ソマリア、イエメンの4カ国で計2000万人以上が飢餓や食料不足に陥り「国連創設以来、最大の人道危機に直面している」と述べ、支援を急ぐよう国際社会に訴えた[4]。
- 3月13日 - 北朝鮮の人権問題を担当するキンタナ特別報告者はジュネーブの国連人権理事会で演説し、金正男氏殺害事件に「懸念」を表明、今後の捜査で国家の関与が明らかになれば責任を追及せねばならないと述べた[5]。

### 5月
- 5月1日 - 軍縮部門トップである軍縮担当上級代表（事務次長）に元UNDP危機対応局長の中満泉が就任[6]。
- 5月12日
  - 国連人権理事会、フィリピンのロドリゴ・ドゥテルテ大統領が進める違法薬物対策を強く批判する見解を発表[7]。
  - 世界保健機関、コンゴ民主共和国でのエボラ出血熱の発生を発表。同国では2014年以来3年ぶり[8]。
  - スイスの国連ジュネーブ事務局、台湾の国営通信社「中央通訊社」によるWHO総会取材を拒否[9]。
- 5月19日 - 世界保健機関、イエメンで流行しているコレラによって過去3週間で242人が死亡し、さらに約2万3500人に感染の危険があると発表。6月23日の段階では死者は1265人にまで上り、感染危険者も約19万3千人に拡大[10][11]。
- 5月22日 - ジュネーブで世界保健機関の年次総会が開幕[12]。
- 5月31日 - 国連総会は今年9月から始まる第72会期の総会議長にスロバキア外相のミロスラヴ・ライチャークを満場一致で選出した[13]。

### 6月
6月1日 - アメリカ合衆国のドナルド・トランプ大統領、「パリ協定」からのアメリカの離脱を正式表明。
- 6月2日 - 国連安全保障理事会は、北朝鮮による相次ぐ弾道ミサイル発射を強く非難し、北朝鮮の14個人と4団体を資産凍結や渡航禁止の制裁対象に追加指定する決議を全会一致で採択した[15]。
- 6月4日 - ババトゥンデ・オショティメイン（英語版）国連人口基金事務局長が急死した[16]。

### 7月
- 7月7日 - 国連本部で開催中の核兵器禁止条約交渉会議、核兵器の開発、保有、使用などを禁止する条約案を122ヵ国の賛成多数で採択[17]。
- 7月20日 - 国際通貨基金、ギリシャに対する約18億ドルの支援融資を理事会で原則承認したと発表[18]。

### 8月
- 8月4日 - 国連調査団、コンゴ民主共和国中西部カサイ州での内戦によって今年3月中旬から6月中旬にかけ、子ども62人を含む251人が政府軍や双方の民兵集団によって虐殺されたと報告[19]。
- 8月5日 - 国連安全保障理事会は北朝鮮のミサイル発射を受け、北朝鮮への制裁強化の決議を全会一致で採択。北朝鮮の主な外貨獲得手段で核・ミサイル開発の資金源でもある石炭、鉄・鉄鉱石、鉛、海産物の輸出を全面的に禁止[20]。
- 8月15日 - グテーレス事務総長のキプロス島問題特別顧問だったエスペン・バース・アイデ顧問、母国ノルウェーで行われる議会選挙に出馬するため辞任[21]。

### 9月
- 9月5日 - 国連難民高等弁務官事務所、武力衝突が続くミャンマーからバングラデシュに越境したロヒンギャ難民が12万3600人に達していると声明[22][23]。
- 9月11日
  - 国連安全保障理事会、北朝鮮のミサイル発射及び核実験を受け、北朝鮮に対する6度目の制裁決議を全会一致で採択。北朝鮮への石油精製品の供給、販売、移転に上限を定め、またコンデンセートや天然ガス液、繊維製品の全面禁輸、北朝鮮人労働者への就労許可発給の原則禁止などが定められた[24][25]。
  - ゼイド・ラアド・アル・フセイン国連人権高等弁務官が「現状は民族浄化の典型例のように見える」と警告。また、国連難民高等弁務官事務所は、先月25日以降ミャンマー西部ラカイン州からバングラデシュへ避難したロヒンギャの数は31万3000人に達したと明らかにした[26]。
- 9月12日 - 第72回国際連合総会(英語版)が開幕[27]。
- 9月13日 - グテレス国連事務総長及び国連安全保障理事会、イギリス、スウェーデン両国の呼びかけで非公式会合を開き、ロヒンギャ族問題で暴力の激化を相次いで非難し、ミャンマー政府に事態の改善を要求。一方、エジプトが提案した難民の「帰還する権利」を発表に盛り込むことはミャンマー政府を支持している中国の反対で見送られた[28]。
- 9月14日 - 国連人道問題調整事務所、ニジェールが3か月にわたる豪雨で洪水の被害が拡大しており、6月以降、今月11日までに少なくとも50人が死亡、12万人近くが避難していると報告[29]。
- 9月19日 - 国際労働機関、児童労働に携わっている子どもは世界の子どもの10人に1人に当たる1億5000万人余りに上るとする調査結果を公表[30]。
- 9月19日-25日 - 国際連合総会一般討論演説(英語版)。今回のテーマは「人に焦点を当てる：持続可能な地球で、すべての人に平和と尊厳ある生活を」。20日に安倍首相による一般討論演説[31]。
- 9月20日
  - 国連本部で核兵器禁止条約の署名式が行われ、40カ国以上の首脳や閣僚らが署名[32]。
  - 国連安全保障理事会、PKO改革を協議するハイレベル会合を開き、紛争予防に重点を置くことを確認する決議を全会一致で採択[33]。
- 9月27日 - 国連、バングラデシュに避難してきたロヒンギャ族の推計を、これまで把握しきれなかった分を加算し48万人に大幅修正[34]。

### 10月
- 10月2日 - 国連、ミャンマー政府の招きでロヒンギャへの迫害が問題となっている西部ラカイン州を視察。同州におけるロヒンギャの住民の被害は「想像を絶する」と指摘した[35]。
- 10月5日 - 国連、サウジアラビア主導有志連合がイエメン紛争で子供の殺害、傷害を行ったとしてブラックリストに追加。有志連合は去年も追加されていたが、資金提供を盾に撤回させていた[36]。
- 10月9日 - 国連安全保障理事会北朝鮮制裁委員会が、対北朝鮮決議に違反したとして船舶4隻を制裁指定したことがわかった。制裁の内容は「入港禁止」で、10月5日から効力が生じている[37]。
- 10月12日 - アメリカ国務省、アメリカが国連教育科学文化機関を2018年12月31日付で脱退すると発表。ボコヴァ事務局長に通告した。「機構改革の必要性や反イスラエル的な姿勢」を脱退の理由としている[38]。同日、イスラエルも追随し離脱を表明[39]。
- 10月13日
  - 国連教育科学文化機関は執行委員会を開き、イリナ・ボコヴァ事務局長の後任にフランスのオドレー・アズレ（英語版）前文化相を選出。カタールのハマド・カワリ前文化相を2票差で下した[40]。
  - 国連国際防災戦略、世界各地で洪水や台風といった自然災害が多発する中、毎年推計1390万人が自宅を失うなどして避難生活を強いられる「災害避難民」となる恐れがあるとの報告書を発表[41]。
- 10月16日 - グランディ国連難民高等弁務官とスイング国際移住機関事務局長、国連人道問題調整事務所トップのローコック国連事務次長の連名で、ミャンマーのロヒンギャがバングラデシュに難民として流入している問題で受け入れ国に対する支援などを求める共同声明を出した[42]。
- 10月17日 - 国連、8月末からパキスタンに流入したロヒンギャ族難民の数値を58万2000人に修正[43]。
- 10月21日 - WHOのテドロス・アダノム事務局長、アフリカにおける非伝染性疾病対策を支援する親善大使にジンバブエのロバート・ムガベ大統領を任命し、同国を医療・保険制度が行き渡った国だと絶賛した。このことにアメリカ、イギリス、カナダなどが反発。23日に撤回に追い込まれた[44]。
- 10月22日 - 国連、バングラデシュに流入したロヒンギャ族難民が60万人を突破したと発表。以前、多くの難民がナフ川流域に集まっているという[45]。

### 11月
- 11月3日 - 国連人権高等弁務官事務所、イラク軍によるモースル奪還作戦が展開していた9ヶ月の間にISILが「処刑」をした民間人が741人に達し、80万人が町を追われたという報告書を提出[46]。
- 11月6日 - 国連安全保障理事会、ロヒンギャ族への迫害問題で、ミャンマー政府に対し「さらなる過剰な軍事力行使」を止めるよう求める議長声明を採択[47]。
- 11月16日 - 国連総会、ロヒンギャ族問題でミャンマー政府に対し、軍事力行使の停止や国道の無制限人道支援の許可などを求める決議を賛成135で可決。ミャンマー、中国、ロシアなど10カ国が反対。日本など26カ国が棄権した[48]。
- 11月17日 - 国連安全保障理事会、今年4月にシリアで起きたとされる化学兵器攻撃に関して、国連主導の調査の期間を30日間延長する決議案の採決を行ったが、ロシアが拒否権を行使したことにより否決された[49]。
- 11月24日 - 国際海事機関、理事会を開き、北朝鮮の弾道ミサイル発射を念頭に「国際航路の上空を通過する弾道ミサイルの不法な発射を停止することが不可欠だ」とする決議を初めて採択[50]。

### 12月
- 12月4日 - 国連総会、核兵器廃絶への共同行動を取る決意を新たにするとした決議案を賛成156、反対4、棄権24で採択[51]。
- 12月19日 - 国連総会、北朝鮮の人権侵害を非難し深刻な懸念を示す決議を採択[52]。
- 12月22日 - 国連総会が緊急特別会合を開催し、トランプ米大統領がエルサレムをイスラエルの首都に認定した6日の決定は無効だとする決議を賛成128、反対9、棄権35の賛成多数で採択[53]。
- 12月23日 - 国連安全保障理事会、北朝鮮が11月29日に大陸間弾道ミサイルの発射実験を行ったことを受け、石油精製品の輸出の制限や海外で働く北朝鮮労働者の送還などを盛り込んだ、新たな制裁決議を採択[54]。
- 12月24日 - 国連総会、ミャンマーのロヒンギャへの人権侵害に懸念を表明し、政府に対し国際機関による実態調査の受け入れを求める決議を122か国の賛成多数で採択[55]。